# ابراهیم کسرائی
ابراهیم کسرائی سیاست‌مدار ایرانی بود، که در دوره بیست و چهارم مجلس شورای ملی به عنوان نماینده نجف آباد از استان اصفهان در مجلس شورای ملی حضور داشت.